# Lista planetelor minore: 45001–46000
| Nume                                            | Denumire provizorie                             | Data descoperirii                               | Locul descoperirii                              | Descoperitor(i)                                 |                                                 |                                                 |                                                 |                                                 |                                                 |                                                 |                                                 |                                                 |                                                 |                                                 |                                                 |                                                 |                                                 |                                                 |                                                 |                                                 |                                                 |                                                 |                                                 |                                                 |                                                 |                                                 |                                                 |                                                 |                                                 |                                                 |                                                 |                                                 |                                                 |                                                 |                                                 |                                                 |                                                 |                                                 |                                                 |                                                 |                                                 |                                                 |                                                 |                                                 |                                                 |                                                 |                                                 |                                                 |                                                 |
| 45001–45100 Lista planetelor minore/45001–45100 | 45001–45100 Lista planetelor minore/45001–45100 | 45001–45100 Lista planetelor minore/45001–45100 | 45001–45100 Lista planetelor minore/45001–45100 | 45001–45100 Lista planetelor minore/45001–45100 | 45101–45200 Lista planetelor minore/45101–45200 | 45101–45200 Lista planetelor minore/45101–45200 | 45101–45200 Lista planetelor minore/45101–45200 | 45101–45200 Lista planetelor minore/45101–45200 | 45101–45200 Lista planetelor minore/45101–45200 | 45201–45300 Lista planetelor minore/45201–45300 | 45201–45300 Lista planetelor minore/45201–45300 | 45201–45300 Lista planetelor minore/45201–45300 | 45201–45300 Lista planetelor minore/45201–45300 | 45201–45300 Lista planetelor minore/45201–45300 | 45301–45400 Lista planetelor minore/45301–45400 | 45301–45400 Lista planetelor minore/45301–45400 | 45301–45400 Lista planetelor minore/45301–45400 | 45301–45400 Lista planetelor minore/45301–45400 | 45301–45400 Lista planetelor minore/45301–45400 | 45401–45500 Lista planetelor minore/45401–45500 | 45401–45500 Lista planetelor minore/45401–45500 | 45401–45500 Lista planetelor minore/45401–45500 | 45401–45500 Lista planetelor minore/45401–45500 | 45401–45500 Lista planetelor minore/45401–45500 | 45501–45600 Lista planetelor minore/45501–45600 | 45501–45600 Lista planetelor minore/45501–45600 | 45501–45600 Lista planetelor minore/45501–45600 | 45501–45600 Lista planetelor minore/45501–45600 | 45501–45600 Lista planetelor minore/45501–45600 | 45601–45700 Lista planetelor minore/45601–45700 | 45601–45700 Lista planetelor minore/45601–45700 | 45601–45700 Lista planetelor minore/45601–45700 | 45601–45700 Lista planetelor minore/45601–45700 | 45601–45700 Lista planetelor minore/45601–45700 | 45701–45800 Lista planetelor minore/45701–45800 | 45701–45800 Lista planetelor minore/45701–45800 | 45701–45800 Lista planetelor minore/45701–45800 | 45701–45800 Lista planetelor minore/45701–45800 | 45701–45800 Lista planetelor minore/45701–45800 | 45801–45900 Lista planetelor minore/45801–45900 | 45801–45900 Lista planetelor minore/45801–45900 | 45801–45900 Lista planetelor minore/45801–45900 | 45801–45900 Lista planetelor minore/45801–45900 | 45801–45900 Lista planetelor minore/45801–45900 | 45901–46000 Lista planetelor minore/45901–46000 | 45901–46000 Lista planetelor minore/45901–46000 | 45901–46000 Lista planetelor minore/45901–46000 | 45901–46000 Lista planetelor minore/45901–46000 | 45901–46000 Lista planetelor minore/45901–46000 |
| ----------------------------------------------- | ----------------------------------------------- | ----------------------------------------------- | ----------------------------------------------- | ----------------------------------------------- | ----------------------------------------------- | ----------------------------------------------- | ----------------------------------------------- | ----------------------------------------------- | ----------------------------------------------- | ----------------------------------------------- | ----------------------------------------------- | ----------------------------------------------- | ----------------------------------------------- | ----------------------------------------------- | ----------------------------------------------- | ----------------------------------------------- | ----------------------------------------------- | ----------------------------------------------- | ----------------------------------------------- | ----------------------------------------------- | ----------------------------------------------- | ----------------------------------------------- | ----------------------------------------------- | ----------------------------------------------- | ----------------------------------------------- | ----------------------------------------------- | ----------------------------------------------- | ----------------------------------------------- | ----------------------------------------------- | ----------------------------------------------- | ----------------------------------------------- | ----------------------------------------------- | ----------------------------------------------- | ----------------------------------------------- | ----------------------------------------------- | ----------------------------------------------- | ----------------------------------------------- | ----------------------------------------------- | ----------------------------------------------- | ----------------------------------------------- | ----------------------------------------------- | ----------------------------------------------- | ----------------------------------------------- | ----------------------------------------------- | ----------------------------------------------- | ----------------------------------------------- | ----------------------------------------------- | ----------------------------------------------- | ----------------------------------------------- |

| Predecesor: 44001–45000 | Lista planetelor minore 45001–46000 Semnificații ale numelor: 45001–46000 | Succesor: 46001–47000 |